# Bactrocera assamensis
Bactrocera assamensis är en tvåvingeart som beskrevs av White 1999. Bactrocera assamensis ingår i släktet Bactrocera och familjen borrflugor.
Artens utbredningsområde är Assam (Indien). Inga underarter finns listade.